# ألفريدو دومينغيز باتيستا
ألفريدو دومينغيز باتيستا هو سياسي كوبي، ولد في 15 نوفمبر 1961.